# Силвија Талаја
Силвија Талаја (Имотски, 14. јануар 1978) je бивша хрватска тенисерка.

## Каријера
Године 1991. дебитовала је на ИТФ турниру у Београду. Свој први ИТФ наслов освојила је 1996. године у Макарској. Исте године игра и своје прво ВТА финале у Болу на Брачу) где је изгубила од Пицикини.
На гренд слем турнирима дебитује 1997. године на Аустралијан опен, а своју прву победу на гренд слему забележила је на Ролан Гаросу исте године. Озледа рамена након Ју-Ес опена удаљила ју је од тениса до краја године.
Године 1998. од значајнијих резултата забележила је само полуфинала Бола и Патаје.
Године 1999. игра искључиво на WTA турнирима. Играла је финале Схертогенбосха (изгубила од Кристине Бранди у 3 сета) и Портшаха (пораз од Хабшудове). Као 82. тенисерка света, те године постаје први хрватски тениски рекет.
Године 2000. освојила је свој први ВТА турнир. Био је то турнир у Голд Коусту. Исте године освојила је и турнир у Стразбуру и пласирала се међу првих 20 играчица света.
2001. године, осим полуфинала Порта и четвртфинала Златне обале није имала запаженијих наступа.
Након одсуствовања са терена 7 месеци, у фебруару 2002. године враћа се у Топ 100. Играла је полуфинале Оукланда и четвртфинале Мемфиса. Након турнира у Варшави, где је изборила полуфинале, није забележила победу у следећих 10 сусрета. Све до турнира у Токију, када је на путу до финала победила првог носиоца, Јапанку Сугијаму. Годину је употпунила финалом парова у Варшави на којем је наступала с Куликовскајом.
Године 2003. играла је четвртфинала Хајдерабада, Есторила, Бола и Хелсинкија. У пару са Перебијнис осваја турнир у Сопоту и игра финале у Хелсинкију.
У 2004. години забележила је четвртфинале Сеула, 3. коло Индијан Велса и Ролан Гароса, те три полуфинала у паровима.
Четврто финале у каријери у паровима игра 2005. године са Домаховском на ВТА турниру у Патаји. Запаженијих резултата у синглу исте године није имала.

## Освојени турнири

### Појединачно
| Бр. | Датум           | Турнир                 | Противница у финалу | Резултат    |
| 1.  | 9. јануар 2000. | Голд Коуст, Аустралија | Кончита Мартинез    | 6-0 0-6 6-4 |
| 2.  | 28. мај 2000.   | Стразбур, Француска    | Рита Кути Киш       | 7-5 4-6 6-3 |

### Парови
| Бр. | Датум           | Турнир        | Партнерка          | Противнице у финалу      | Резултат |
| 1.  | 2. август 2003. | Сопот, Пољска | Татјана Перебијнис | Марет Ани Либуше Прушова | 6-4 6-2  |